# Kamenné Kosihy
Kamenné Kosihy, ungarisch Kőkeszi (bis 1927 slowakisch auch „Kamenné Kosy“) ist eine Gemeinde im Süden der Slowakei mit 359 Einwohnern (Stand 31. Dezember 2024). Sie gehört zum Okres Veľký Krtíš, einem Kreis des Banskobystrický kraj.

## Geographie
Die Gemeinde befindet sich im Talkessel Ipeľská kotlina, einem Teil der größeren Einheit Juhoslovenská kotlina, im Tal des Baches Studienka im Einzugsgebiet des Ipeľ. Das Ortszentrum liegt auf einer Höhe von 206 m n.m. und ist 19 Kilometer von Veľký Krtíš entfernt.
Nachbargemeinden sind Seľany im Norden und Osten, Trebušovce im Süden, Dolinka und Vinica im Südwesten, Ďurkovce im Westen und Širákov im Nordwesten.

## Geschichte

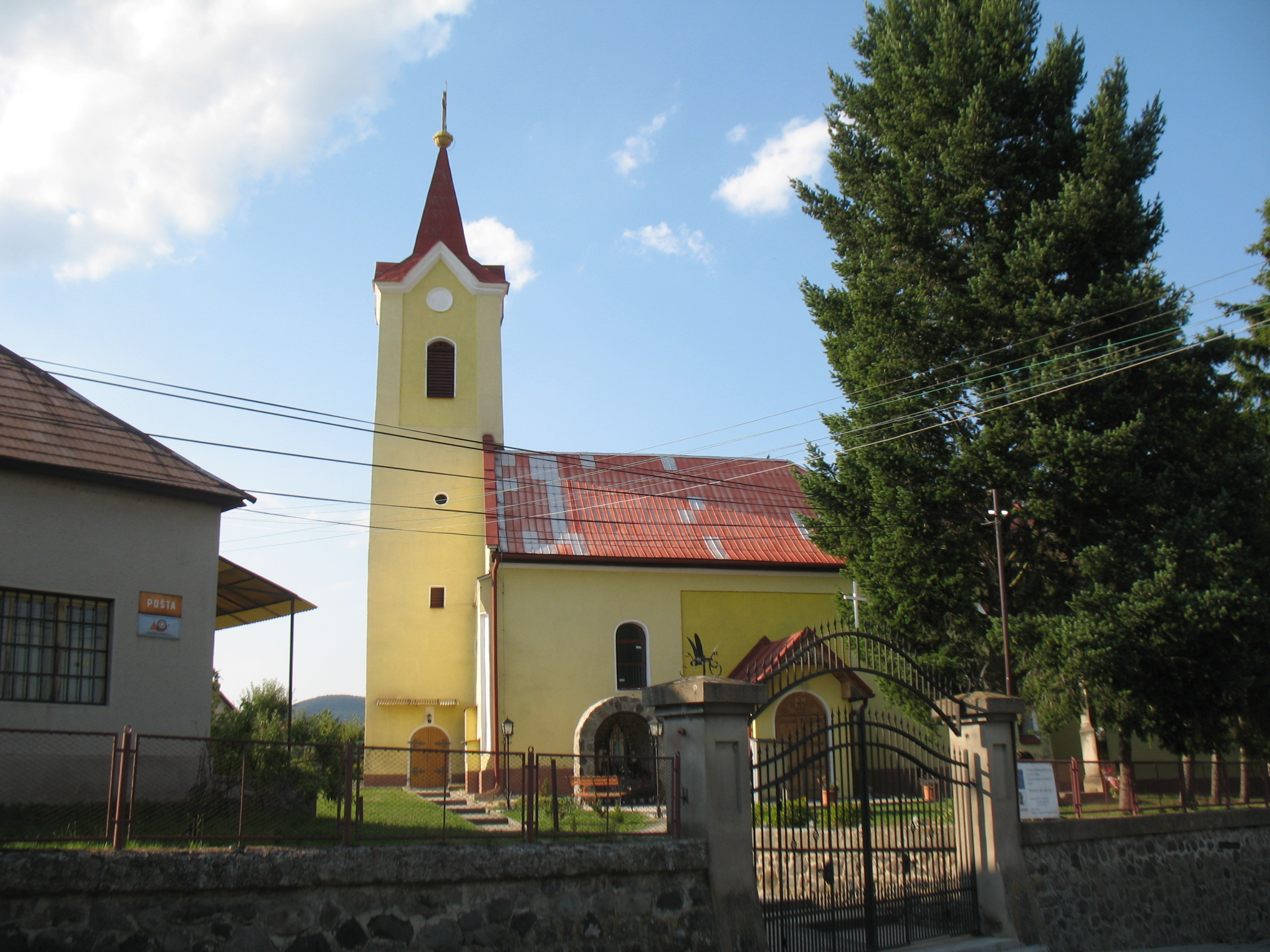
Kirche in Kamenné Kosihy

Kamenné Kosihy wurde zum ersten Mal 1135 als Kukezu schriftlich erwähnt und war damals Besitz des Klosters in Bzovík. Später stammten die Besitzer aus verschiedenen Familien, diese waren im Laufe der Jahrhunderte unter anderem Dobák, Dacsó und ab 1526 Bornemisza, Sembery, Géczy und Ivánka. 1715 gab es zwei Haushalte, 1828 zählte man 36 Häuser und 220 Einwohner, die als Landwirte beschäftigt waren.
Bis 1918/1919 gehörte der im Komitat Hont liegende Ort zum Königreich Ungarn und kam danach zur Tschechoslowakei beziehungsweise heute Slowakei. Auf Grund des Ersten Wiener Schiedsspruchs lag er von 1938 bis 1944 noch einmal in Ungarn.

## Bevölkerung
| Jahr                | 1994 | 2004    | 2014    | 2024    |
| ------------------- | ---- | ------- | ------- | ------- |
| Anzahl der Personen | 374  | 344     | 343     | 359     |
| Unterschied         |      | −8,02 % | −0,29 % | +4,66 % |

| Jahr                | 2023 | 2024    |
| ------------------- | ---- | ------- |
| Anzahl der Personen | 356  | 359     |
| Unterschied         |      | +0,84 % |

Gemäß der Volkszählung 2011 wohnten in Kamenné Kosihy 354 Einwohner, davon 241 Magyaren, 108 Slowaken und ein Tscheche. Vier Einwohner machten keine Angabe zur Ethnie. 
336 Einwohner bekannten sich zur Römisch-katholischen Kirche, drei Einwohner zur Evangelischen Kirche A. B. und zwei Einwohner zur reformierten Kirche. Sechs Einwohner waren konfessionslos und bei sieben Einwohnern wurde die Konfession nicht ermittelt.

## Bauwerke
- römisch-katholische Martinskirche